# Campionati europei di atletica leggera indoor 2013
I XXXII Campionati europei di atletica leggera indoor si sono svolti allo Scandinavium di Göteborg, in Svezia, dal 1º al 3 marzo 2013 (con l'eccezione delle qualificazioni del getto del peso maschile, che si sono tenute il 28 febbraio nel cosiddetto Market Square, uno spazio coperto adiacente allo stadio, in un'apposita pedana allestita per l'occasione).

## Nazioni partecipanti
Hanno preso parte ai campionati 47 nazioni europee, per un totale di 578 atleti.
- Albania (3)
- Andorra (1)
- Armenia (2)
- Austria (5)
- Azerbaigian (2)
- Belgio (13)
- Bielorussia (12)
- Bosnia ed Erzegovina (2)
- Bulgaria (13)
- Cipro (4)
- Croazia (8)
- Danimarca (6)
- Estonia (7)
- Finlandia (11)
- Francia (32)
- Georgia (3)

- Germania (28)
- Gibilterra (2)
- Gran Bretagna (29)
- Grecia (12)
- Irlanda (11)
- Islanda (2)
- Israele (2)
- Italia (40)
- Lettonia (10)
- Lituania (4)
- Malta (1)
- Moldavia (1)
- Monaco (1)
- Norvegia (12)
- Paesi Bassi (13)
- Polonia (21)

- Portogallo (13)
- Rep. Ceca (21)
- Macedonia (1)
- Romania (18)
- Russia (51)
- San Marino (1)
- Serbia (4)
- Slovacchia (11)
- Slovenia (7)
- Spagna (27)
- Svezia (40)
- Svizzera (6)
- Turchia (15)
- Ucraina (38)
- Ungheria (7)

Tra parentesi è indicato il numero di atleti per ogni nazione

## Risultati

### Uomini
| Specialità | Oro                                                                      | Prestazione | Argento                                                                        | Prestazione | Bronzo                                                        | Prestazione |
| Corse piane |                                                                          |             |                                                                                |             |                                                               |             |
| 60 metri (dettagli) | Jimmy Vicaut                                                             | 6"48        | James Dasaolu                                                                  | 6"48 =      | Michael Tumi                                                  | 6"52        |
| 400 metri (dettagli) | Pavel Maslák                                                             | 45"66       | Nigel Levine                                                                   | 46"21       | Pavel Trenichin                                               | 46"70       |
| 800 metri (dettagli) | Adam Kszczot                                                             | 1'48"69     | Kevin López                                                                    | 1'49"31     | Mukhtar Mohammed                                              | 1'49"60     |
| 1.500 metri (dettagli) | Mahiedine Mekhissi-Benabbad                                              | 3'37"17     | Ilham Tanui Özbilen                                                            | 3'37"22     | Simon Denissel                                                | 3'37"70     |
| 3.000 metri (dettagli) | Hayle İbrahimov                                                          | 7'49"74     | Juan Carlos Higuero                                                            | 7'50"26     | Ciarán O'Lionáird                                             | 7'50"40     |
| Corse a ostacoli |                                                                          |             |                                                                                |             |                                                               |             |
| 60 metri ostacoli (dettagli) | Sergej Šubenkov                                                          | 7"49        | Paolo Dal Molin                                                                | 7"51        | Pascal Martinot-Lagarde                                       | 7"53        |
| Salti |                                                                          |             |                                                                                |             |                                                               |             |
| Salto in alto (dettagli) | Sergej Mudrov                                                            | 2,35 m      | Aleksej Dmitrik                                                                | 2,33 m      | Jaroslav Bába                                                 | 2,31 m      |
| Salto con l'asta (dettagli) | Renaud Lavillenie                                                        | 6,01 m      | Björn Otto                                                                     | 5,76 m      | Malte Mohr                                                    | 5,76 m      |
| Salto in lungo (dettagli) | Aleksandr Men'kov                                                        | 8,31 m      | Michel Tornéus                                                                 | 8,29 m      | Christian Reif                                                | 8,07 m      |
| Salto triplo (dettagli) | Daniele Greco                                                            | 17,70 m     | Ruslan Samitov                                                                 | 17,30 m     | Aleksej Fëdorov                                               | 17,12 m     |
| Lanci |                                                                          |             |                                                                                |             |                                                               |             |
| Getto del peso (dettagli) | Asmir Kolašinac                                                          | 20,62 m     | Hamza Alić                                                                     | 20,34 m     | Ladislav Prášil                                               | 20,29 m     |
| Prove multiple |                                                                          |             |                                                                                |             |                                                               |             |
| Eptathlon (dettagli) | Eelco Sintnicolaas                                                       | 6 372 p.    | Kévin Mayer                                                                    | 6 297 p.    | Mihail Dudaš                                                  | 6 099 p.    |
| Staffette |                                                                          |             |                                                                                |             |                                                               |             |
| Staffetta 4×400 metri (dettagli) | Gran Bretagna Michael Bingham Richard Buck Nigel Levine Richard Strachan | 3'05"78     | Russia Pavel Trenichin Jurij Tramboveckij Konstantin Svečkar' Vladimir Krasnov | 3'06"96     | Rep. Ceca Daniel Němeček Josef Prorok Petr Lichý Pavel Maslák | 3'07"64     |
| record mondiale; record mondiale stagionale; record europeo; record europeo stagionale; record dei campionati; record nazionale; record personale; record personale stagionale. |                                                                          |             |                                                                                |             |                                                               |             |

### Donne
| Specialità | Oro                                                                          | Prestazione | Argento                                                                       | Prestazione | Bronzo                                                                  | Prestazione |
| Corse piane |                                                                              |             |                                                                               |             |                                                                         |             |
| 60 metri (dettagli) | Marija Rjemjen                                                               | 7"10 =      | Myriam Soumaré                                                                | 7"11        | Ivet Lalova                                                             | 7"12        |
| 400 metri (dettagli) | Perri Shakes-Drayton                                                         | 50"85       | Eilidh Child                                                                  | 51"45       | Moa Hjelmer                                                             | 52"04       |
| 800 metri (dettagli) | Natalja Lupu                                                                 | 2'00"26     | Elena Kotul'skaja                                                             | 2'00"98     | Maryna Arzamasova                                                       | 2'01"21     |
| 1.500 metri (dettagli) | Abeba Aregawi                                                                | 4'04"47     | Isabel Macías                                                                 | 4'14"19     | Katarzyna Broniatowska                                                  | 4'14"30     |
| 3.000 metri (dettagli) | Sara Moreira                                                                 | 8'58"50     | Corinna Harrer                                                                | 9'00"50     | Fionnuala Britton                                                       | 9'00"54     |
| Corse a ostacoli |                                                                              |             |                                                                               |             |                                                                         |             |
| 60 metri ostacoli (dettagli) | Alina Talaj                                                                  | 7"94        | Veronica Borsi                                                                | 7"94        | Derval O'Rourke                                                         | 7"95        |
| Salti |                                                                              |             |                                                                               |             |                                                                         |             |
| Salto in alto (dettagli) | Ruth Beitia                                                                  | 1,99 m      | Ebba Jungmark                                                                 | 1,96 m =    | Emma Green Tregaro                                                      | 1,96 m      |
| Salto con l'asta (dettagli) | Holly Bleasdale                                                              | 4,67 m      | Anna Rogowska                                                                 | 4,67 m      | Anželika Sidorova                                                       | 4,62 m      |
| Salto in lungo (dettagli) | Dar'ja Klišina                                                               | 7,01 m      | Éloyse Lesueur                                                                | 6,90 m      | Erica Jarder                                                            | 6,71 m      |
| Salto triplo (dettagli) | Ol'ha Saladucha                                                              | 14,88 m     | Irina Gumenjuk                                                                | 14,30 m     | Simona La Mantia                                                        | 14,26 m     |
| Lanci |                                                                              |             |                                                                               |             |                                                                         |             |
| Getto del peso (dettagli) | Christina Schwanitz                                                          | 19,25 m     | Alena Kopec                                                                   | 18,85 m     | Chiara Rosa                                                             | 18,37 m     |
| Prove multiple |                                                                              |             |                                                                               |             |                                                                         |             |
| Pentathlon (dettagli) | Antoinette Nana Djimou                                                       | 4 666 p.    | Jana Maksimava                                                                | 4 658 p.    | Hanna Mel'nyčenko                                                       | 4 608 p.    |
| Staffette |                                                                              |             |                                                                               |             |                                                                         |             |
| Staffetta 4×400 metri (dettagli) | Gran Bretagna Eilidh Child Shana Cox Christine Ohuruogu Perri Shakes-Drayton | 3'27"56     | Russia Ol'ga Tovarnova Tat'jana Veškurova Nadežda Kotljarova Ksenija Zadorina | 3'28"18     | Rep. Ceca Denisa Rosolová Jitka Bartoničková Lenka Masná Zuzana Hejnová | 3'28"49     |
| record mondiale; record mondiale stagionale; record europeo; record europeo stagionale; record dei campionati; record nazionale; record personale; record personale stagionale. |                                                                              |             |                                                                               |             |                                                                         |             |

## Medagliere
Legenda
     Paese ospitante
| Posizione | Paese                | Oro | Argento | Bronzo | Totale |
| --------- | -------------------- | --- | ------- | ------ | ------ |
| 1         | Russia               | 4   | 7       | 3      | 14     |
| 2         | Francia              | 4   | 3       | 2      | 9      |
| 3         | Gran Bretagna        | 4   | 3       | 1      | 8      |
| 4         | Ucraina              | 3   | 0       | 1      | 4      |
| 5         | Spagna               | 1   | 3       | 0      | 4      |
| 6         | Svezia               | 1   | 2       | 3      | 6      |
| 6         | Italia               | 1   | 2       | 3      | 6      |
| 8         | Germania             | 1   | 2       | 2      | 5      |
| 9         | Bielorussia          | 1   | 1       | 2      | 4      |
| 10        | Polonia              | 1   | 1       | 1      | 3      |
| 11        | Rep. Ceca            | 1   | 0       | 4      | 5      |
| 12        | Serbia               | 1   | 0       | 1      | 2      |
| 13        | Azerbaigian          | 1   | 0       | 0      | 1      |
| 13        | Paesi Bassi          | 1   | 0       | 0      | 1      |
| 13        | Portogallo           | 1   | 0       | 0      | 1      |
| 16        | Bosnia ed Erzegovina | 0   | 1       | 0      | 1      |
| 16        | Turchia              | 0   | 1       | 0      | 1      |
| 18        | Irlanda              | 0   | 0       | 3      | 3      |
| 19        | Bulgaria             | 0   | 0       | 1      | 1      |
| Totale    | Totale               | 26  | 26      | 26     | 78     |